# Catedral d'Aní
La catedral d'Aní és una antiga catedral acabada el segle xi, situada a les ruïnes de l'antiga capital armènia d'Aní, ara a Turquia. L'església està dedicada a la Mare de Déu (en armeni, Սուրբ Աստուածածին Եկեղեցի, Surp Asduadzadzin Egeghets'i) i se l'anomena també Mare Església (Մայր Եկեղեցի, Mayr Egeghets'i). Forma part del Jaciment arqueològic d'Aní, que va ser declarat Patrimoni de la Humanitat per la UNESCO el 2016, i és una de les estructures arquitectòniques més importants del pròsper període de l'Armènia bagràtida.

## Característiques
La catedral està situada al centre d'Aní, capital de l'antic regne d'Armènia cap a l'any 1000. El lloc està situat a l'extrem est de Turquia, a la província de Kars, al costat de la frontera amb Armènia. La catedral és a 200 metres d'aquesta frontera.
L'edifici és una església cruciforme amb cúpula enclavada en un plànol rectangular. Mesura 30 m de longitud per 20 m d'amplada i arquitectònicament és bastant complexa: un petit arc cec amb fines columnes adorna el monument al llarg de tota la seva longitud, arcs més grans adornen les finestres, bastant petites, i les obertures estan envoltades per entramats. L'interior de l'edifici recorda a l'arquitectura gòtica, amb arcs i voltes punxegudes, i l'agrupació o l'acoblament de les columnes de la manera gòtica. Les parets estan decorades amb pintures al fresc.

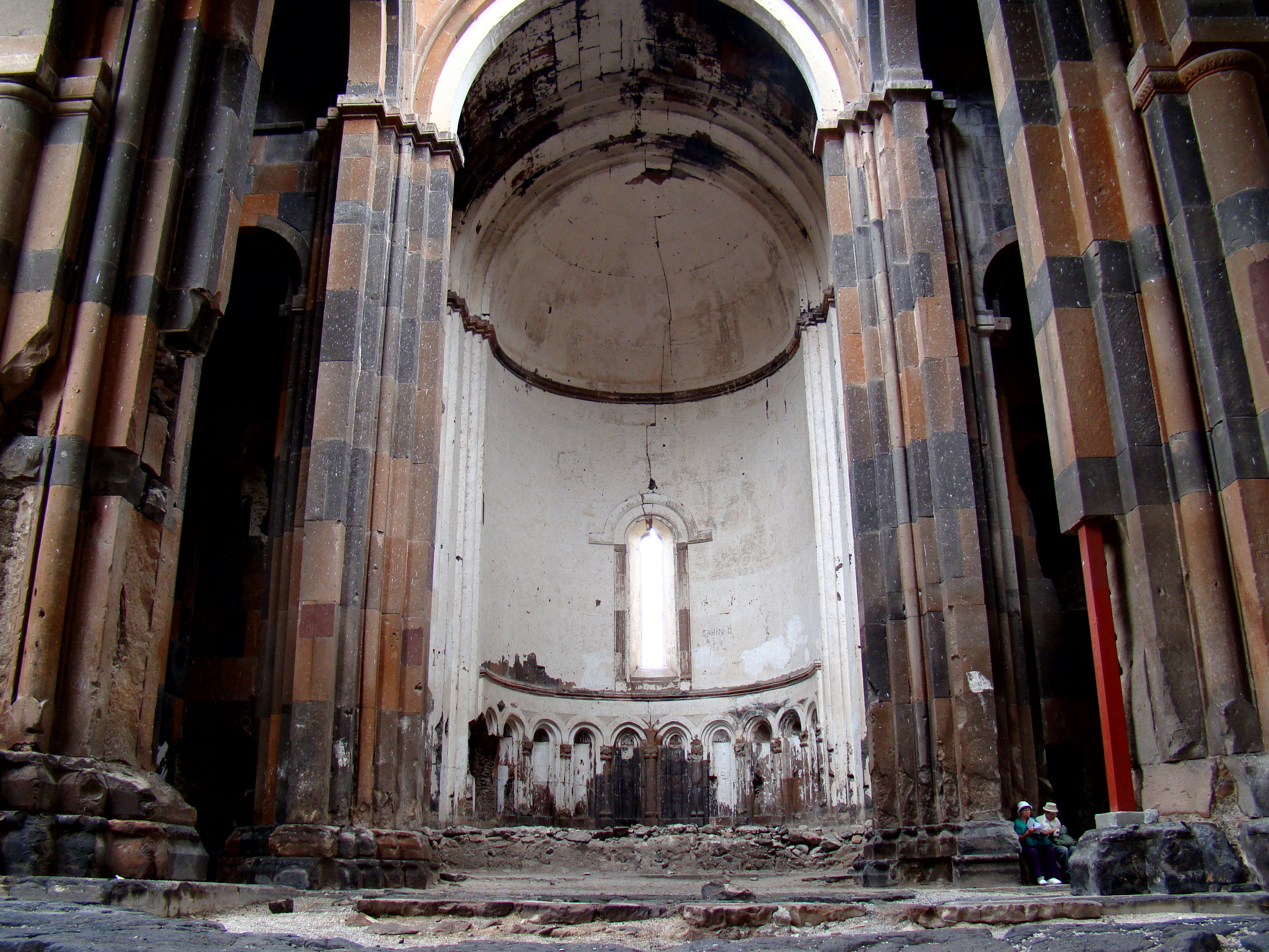
Fotografia de l'interior de la catedral; dues persones a la part inferior dreta donen idea de l'alçada de l'edifici.
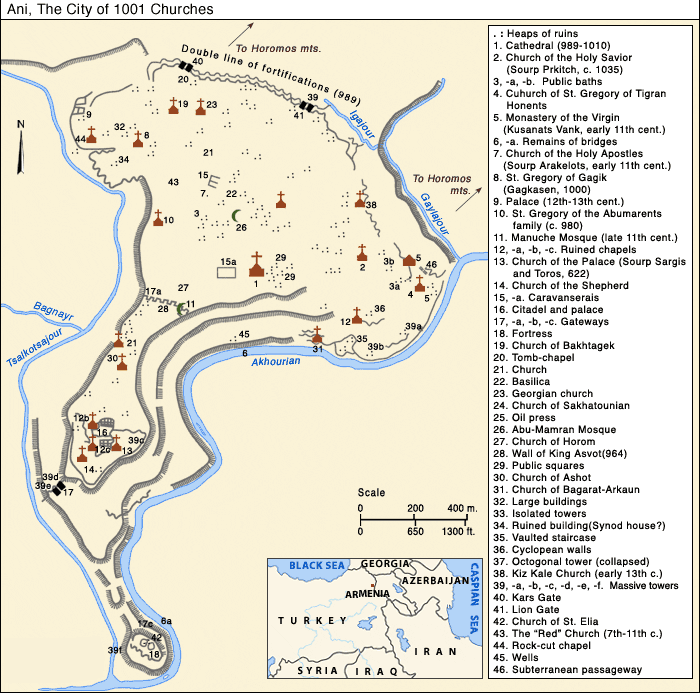
Mapa d'Aní. La catedral està situada en el punt 1.
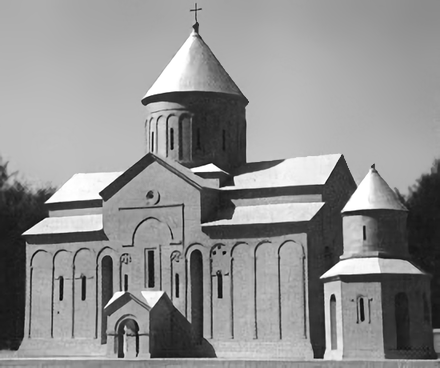
Reconstrucció de l'estat original de la catedral per Toros Toramanian (abans 1934).
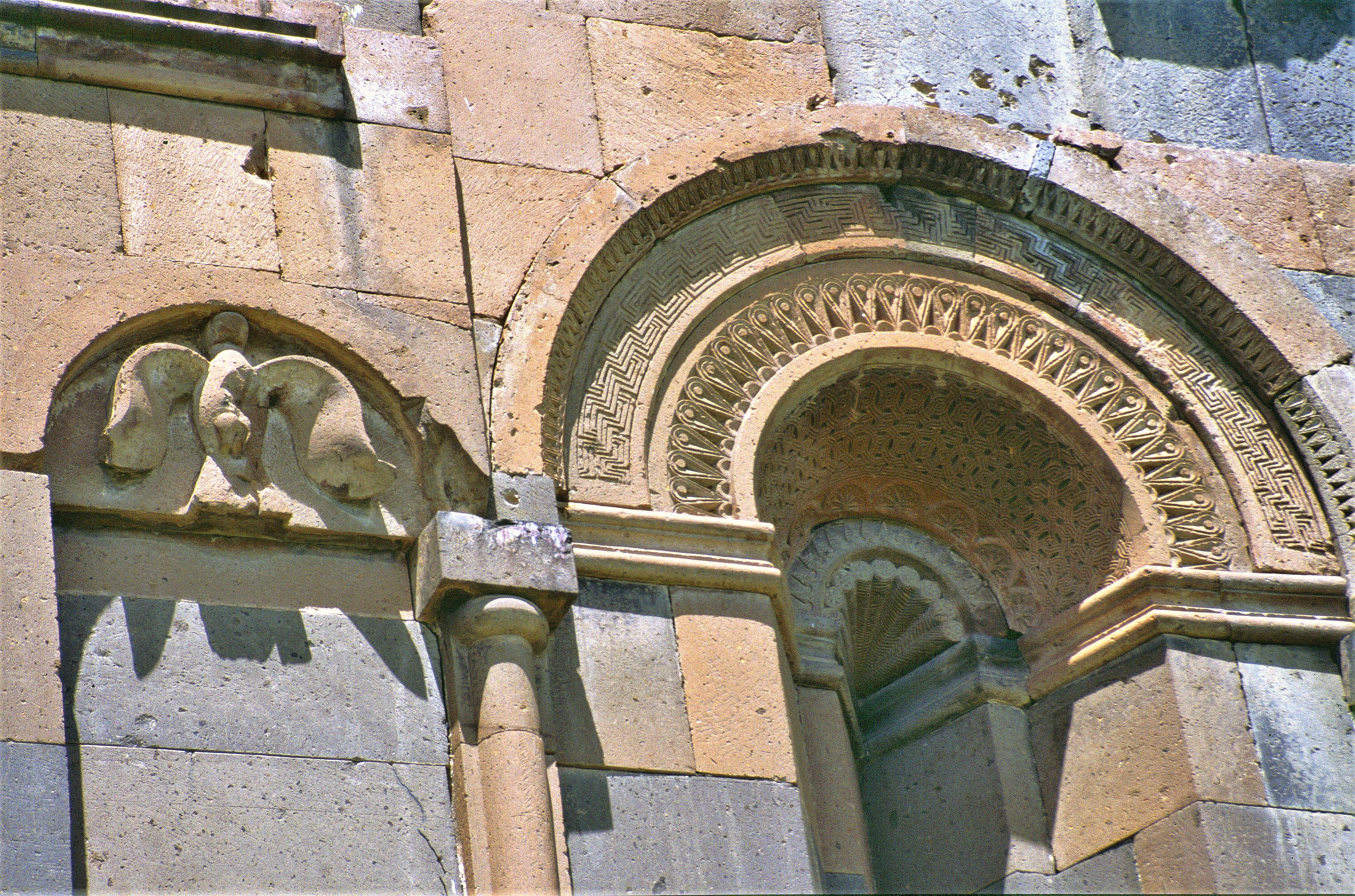
Detall d'una finestra.

## Història

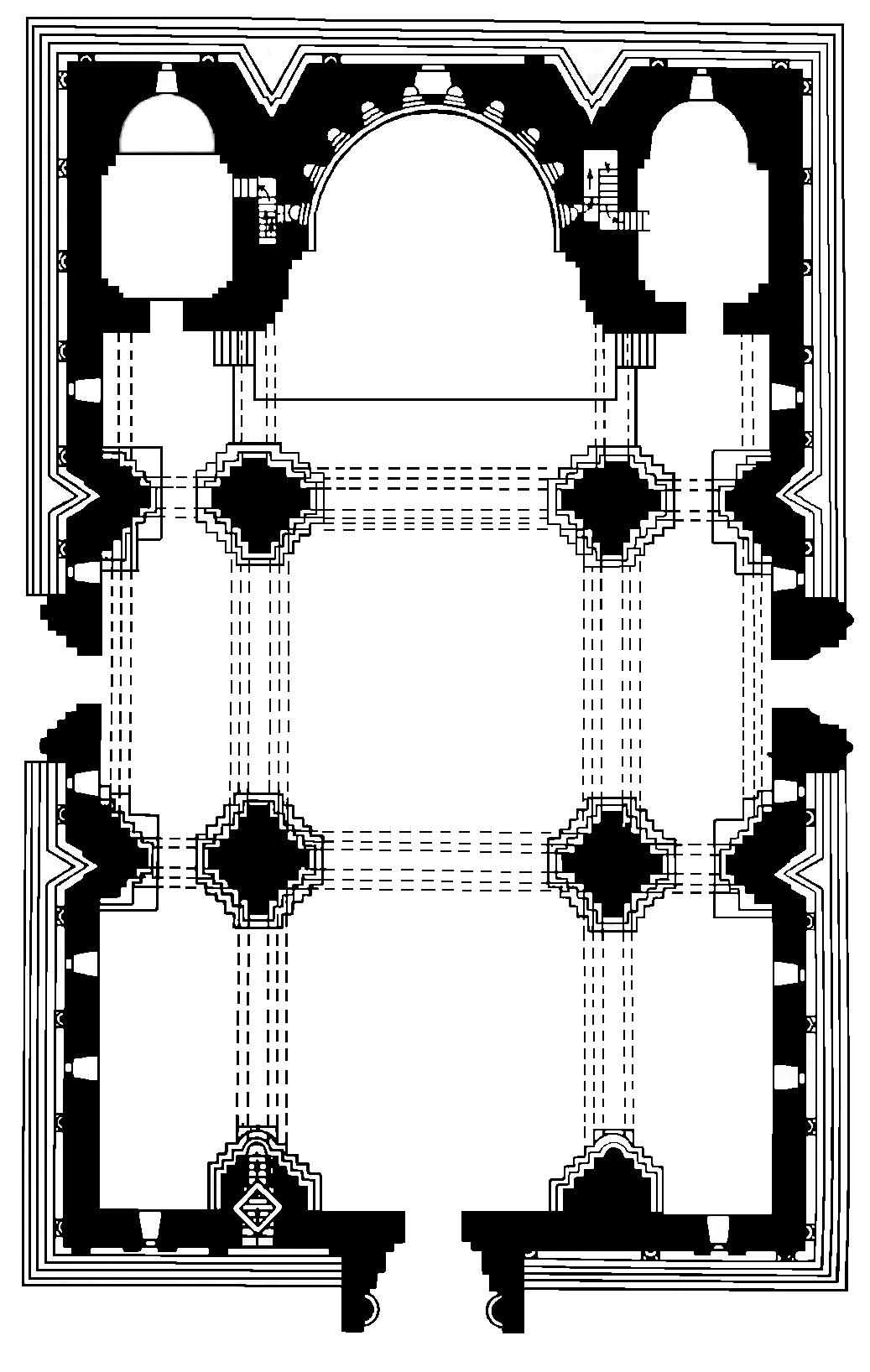
Planta de la catedral

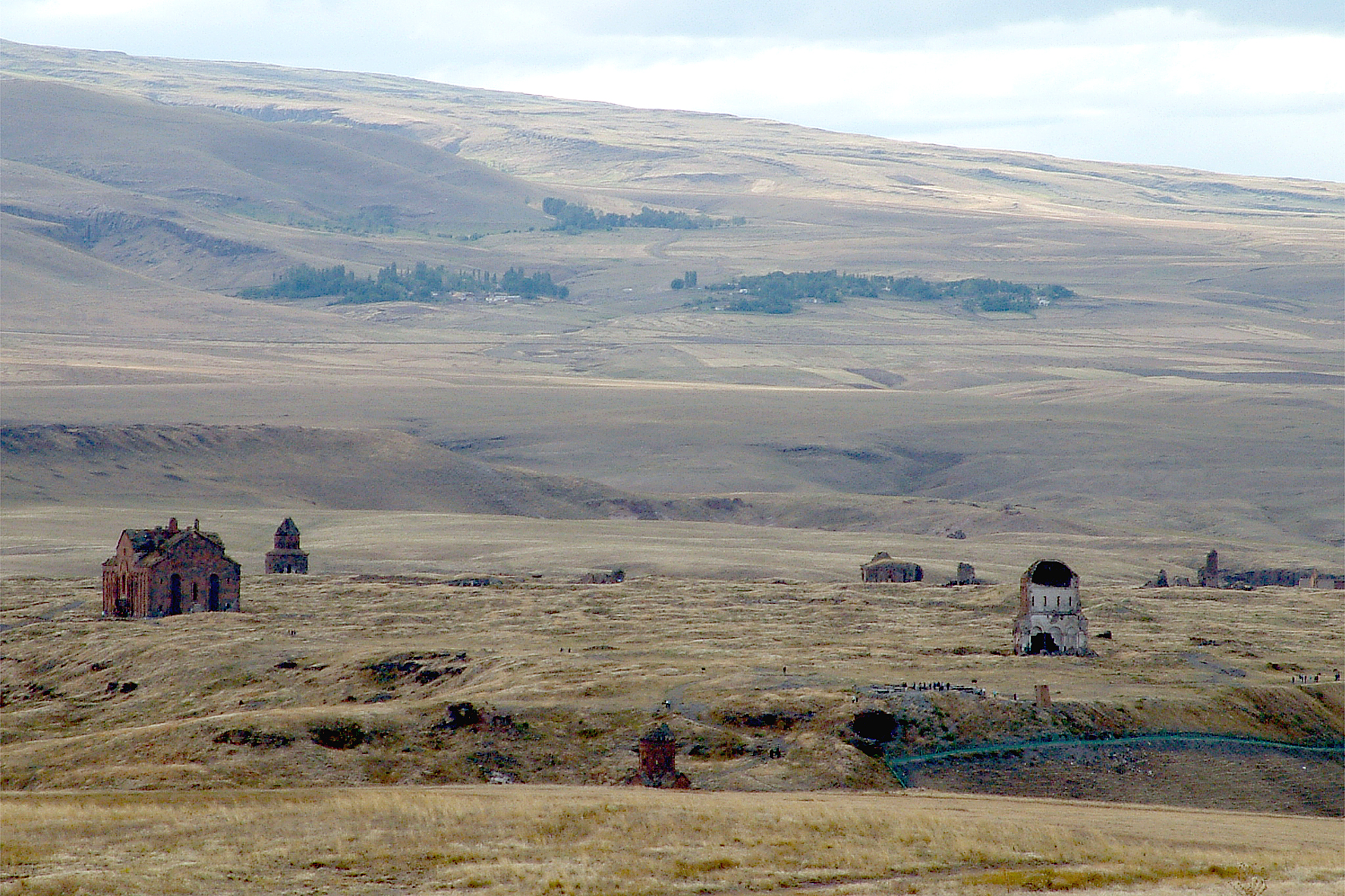
Vista d'Aní d'Armènia. La catedral es veu a prop de la vora esquerra

La construcció de la catedral d'Aní remunta al regnat del rei Simbaci II el Cosmocràtor, cap a l'any 989, sota la direcció de l'arquitecte Trdat. Fou finalitzada l'any 1001, amb el patrocini de la dona del rei Gaguik I d'Armènia, la reina Katranide. 
Trdat va introduir innovacions arquitectòniques ampliant la nau principal i disminuint l'espai de les petites naus laterals. Segons alguns historiadors de l'arquitectura, com Josef Strzygowski, la composició dels elements interiors hauria influït en el desenvolupament de l'arquitectura gòtica europea entre els segles XII i XIV.
El 1064, després de les victòries i conquestes dels seljúcides a l'Anatòlia oriental, el sultà Alp Arslan va fer desmuntar les creus de la catedral en entrar a Aní i el 1071, l'edifici fou convertit en mesquita. El 1840, un sisme va destruir la cúpula. El 1988, a conseqüència del terratrèmol de Spitak, l'angle nord-oest va quedar totalment enderrocat.
El 19 de setembre de 2010, la catedral armènia de la Santa Creu d'Althamar, en el llac Van, va fer la primera missa cristiana en 95 anys. En protesta, un grup de nacionalistes turcs, conduït pel cap del Partit d'acció nacionalista Devlet Bahçeli, es varen reunir l'1 d'octubre de 2010 a la catedral d'Aní per recitar precs musulmans.
La catedral fou incorporada a la llista dels edificis en perill del Fons mundial pels monuments l'any 1996, 1998, 2000 i 2002, i forma part d'un projecte de conservació dirigit pel ministeri turc de Cultura.